# Agapanthia yagii
Agapanthia yagii är en skalbaggsart som beskrevs av Hayashi 1982. Agapanthia yagii ingår i släktet Agapanthia och familjen långhorningar. Inga underarter finns listade i Catalogue of Life.